# Altmühlzentrum
Das Altmühlzentrum ist ein Museum in Teilen der Burg Dollnstein und auf dem anschließenden Freigelände, das der Geschichte des Ortes und der umgebenden Landschaft gewidmet ist.

## Baulichkeiten

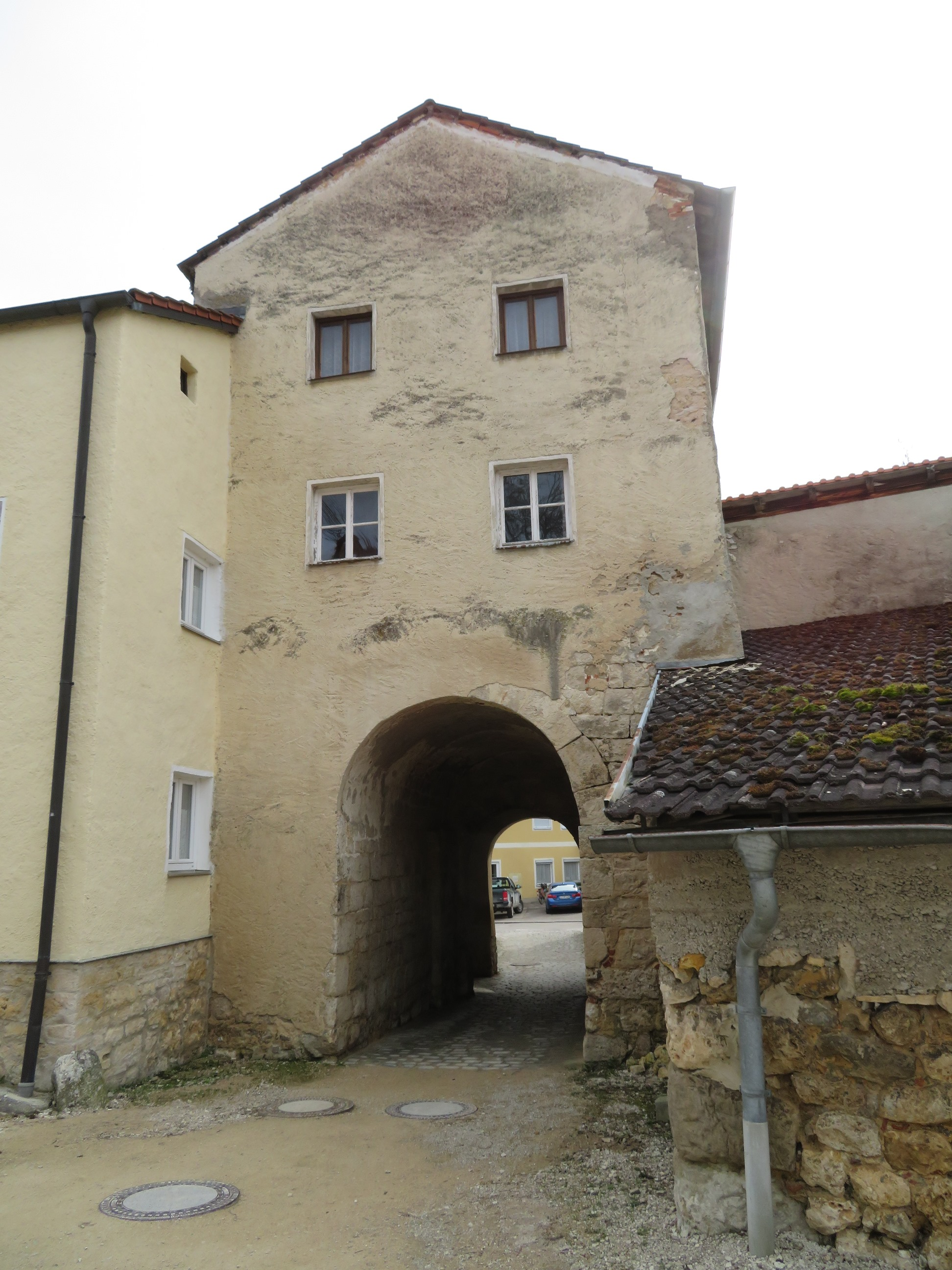
Blick vom Burghof auf den Torturm

Das Museum ist über den Unteren Burghof zugänglich. Dieser ist von einer Ringmauer umschlossen, der Zutritt ist nur durch einen mittelalterlichen Torturm möglich. Dessen äußerer Teil stammt aus der Zeit um 1490; Hakensteine an der Schwelle des Torbogens deuten darauf hin, dass sich hier einst eine Zugbrücke befand. Deren Länge von 3,40 Metern lässt sich durch die Höhe der rechteckigen Aussparung im Torturm erschließen.
Älter ist der innere Teil des Torturmes, der wie die Ringmauer aus der ersten Hälfte des 12. Jahrhunderts stammt. Die Wände bestehen aus sorgfältig behauenen Steinquadern. Das Tor war einst ein Kammertor; nur vier derartige Bauten gibt es noch in Bayern. 1419 wurde das Tor durch Aufstockung um zwei Geschosse zum Turm umgestaltet; der Zeitpunkt dieser Aufstockung wurde dendrochronologisch erschlossen. Anzunehmen ist, dass es einst im „Wehrwinkel“ eine zweite Vorburg gab sowie, von der heutigen Thorgasse her, einen entsprechenden Zugang. Die Wehrmauern der beiden Vorburgen bildeten ein Oval um die Gesamtanlage. Am östlichen Ende des Felsens, auf dem die Burg liegt, befand sich einst ein größerer landwirtschaftlicher Hof.
Die Ringmauer der Anlage entstand in mehreren Phasen, die durch ein „archäologisches Fenster“ zu erkennen sind. Das Fundament wurde auf Lehm gesetzt und in Fischgrätentechnik (opus spicatum) ausgeführt, um das Aufsteigen von Feuchtigkeit zu verhindern. Darüber befindet sich das aus dem 11. Jahrhundert stammende Fundament der ersten Ringmauer, das wiederum eine Quadermauer aus dem 12. Jahrhundert trägt. Ein Palas aus dem späten 11. Jahrhundert befand sich an der Stelle des heutigen Altmühlzentrums. Er war zwei Stockwerke hoch und acht Meter breit; seine Länge von ursprünglich 13 Metern wurde durch späteren Ausbau auf 21 Meter ausgedehnt. Teile der traufseitigen Mauer dieses aus Stein aufgeführten Gebäudes sind auf der Traufseite zur Altmühl hin erhalten geblieben.
Die Burg Dollnstein, ursprünglich eine Niederungsburg, entwickelte sich später zur Höhenburg. Was die Grafen von Grögling/Dollnstein, die bis 1305 an der Macht waren, zu dieser Umgestaltung bewog, ist nicht bekannt. Die frühesten bekannten Abbildungen der Höhenburg entstanden zur Zeit der Herren von Heideck (1360–1440). Es handelt sich dabei um ein Fresko von 1418 in der Frauenkapelle in Heideck und um ein Siegel von 1406. Die Burg besaß damals einen Bergfried und einen Bau, dessen Giebelseite dem Markt zugekehrt war. Im Burghof befand sich ein Treppenturm.

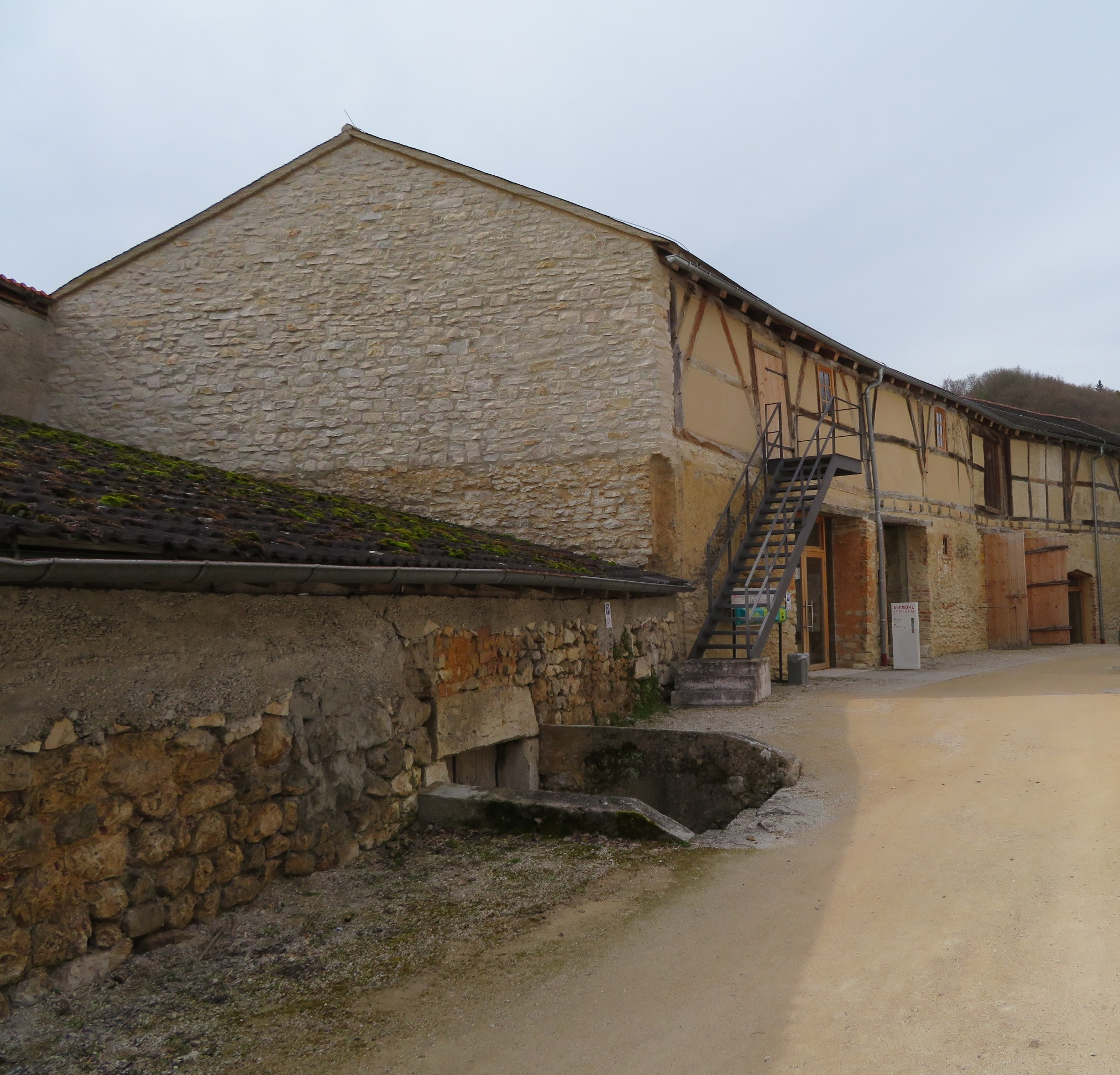
Die Stallungen aus dem 15. Jahrhundert, heute Sitz des Altmühlzentrums

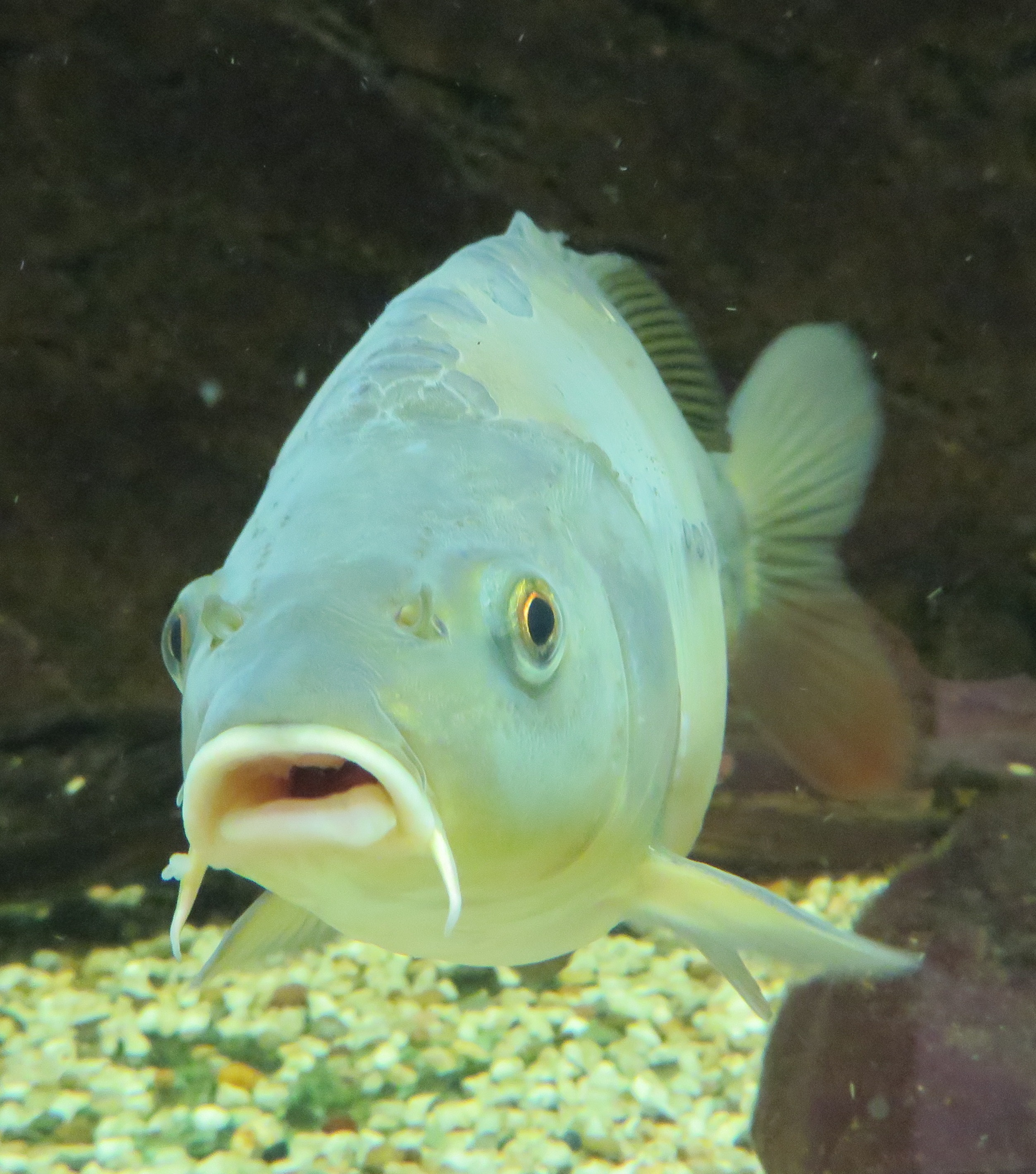
Ein Spiegelkarpfen

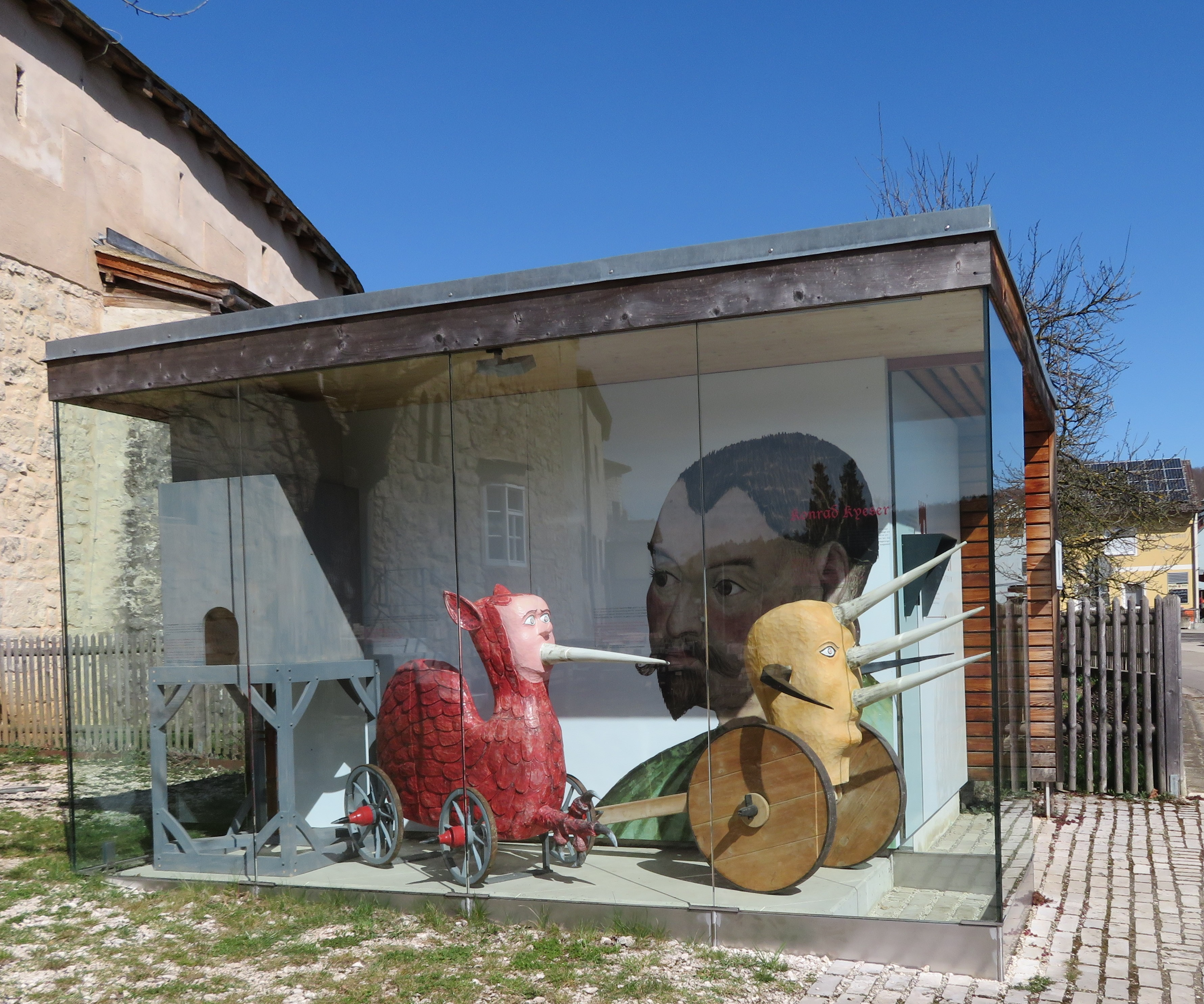
Kyesers Kampfmaschinen

Dollnstein wurde 1440 durch den Bischof Albrecht II. für das Hochstift Eichstätt erworben. Die Burg wurde daraufhin ausgebaut: Die Burgmauer wurde erhöht und ihre Zinnen wurden zugemauert. 1444/45 wurden die Burgstallungen angebaut, in denen sich heute die Räumlichkeiten des Altmühlzentrums befinden, und spätestens 1490 erhielt das Kammertor seinen Vorbau zum Markt. Die Höhenburg wurde nun als Schloss bezeichnet. Die Pfleger des fürstbischöflichen Pfleg- und Kastenamtes Dollnstein residierten dort, ehe die Höhenburg im Dreißigjährigen Krieg beschädigt wurde und in der Folge in Verfall geriet.
Nachdem Dollnstein im Jahr 1802 dem Großherzog Ferdinand von Toskana zugefallen war, der Kurfürst von Salzburg war, wurde die Burganlage 1804 versteigert. Sieben neue Besitzer nutzten sie als Steinbruch und Baustofflieferanten, nur die Stallungen entgingen der Zerstörung, weil sie weitergenutzt werden konnten. Aber auch diese Gebäude waren gegen Ende des 20. Jahrhunderts vom Verfall bedroht. Sie wurden nach und nach von der Marktgemeinde Dollnstein angekauft und zum Altmühlzentrum ausgebaut. Im Obergeschoss ist die alte Bautechnik mit Verblattung des Fachwerks und Lagerschieferdach nachzuvollziehen.

## Ausstellungsräume
In einem Ausstellungsraum werden die Burgen und Herrensitze des Naturparks Altmühltal dokumentiert, außerdem ist eine Abteilung den Hofämtern und den mittelalterlichen Ursprüngen verschiedener Redensarten sowie der Bau- und Ortsgeschichte Dollnsteins gewidmet. Ein weiterer Raum zeigt die mittelalterliche Heizanlage der Burg, die von 1250 bis 1440 in der Unterburg genutzt wurde. Im Kontrast zu dieser komfortablen Anlage steht eine alte Rußküche. Dem Maler, Fotografen und Architekten Heinrich Ullmann ist ein weiterer Teil des Altmühlzentrums gewidmet.
Einen Raum nimmt der Dollnsteiner Schatzfund ein: 2007 wurde in einem Fußboden der Burg Dollnstein ein Topf entdeckt, in dem sich unter anderem 3742 Silbermünzen sowie einige Schmuckgegenstände und Reste von Stoffen befanden. Der überwiegende Teil der Münzen besteht aus Händleinhellern, eine erkleckliche Anzahl stammt außerdem aus Würzburg, andere Münzsorten sind seltener vertreten. Die Würzburger Pfennige, die erst um 1360 geschlagen wurden, markieren den frühestmöglichen Zeitpunkt für das Verbergen des Schatzes. Wer den Topf warum versteckt hat, ist nicht mehr festzustellen.
An einer Medienstation können Besucher sich über die Veränderungen der Flusstäler und Verkehrswege der Umgebung informieren. In der dendrochronologischen Abteilung sind unter anderem Brückenpfähle ausgestellt. Josef Bauch konnte für die römische Brücke über die Altmühl im heutigen Dollnstein das Entstehungsjahr 167 nach Christus feststellen. Eine mittelalterliche Altmühlbrücke wurde 1447 gebaut. Auch das Alter diverser Häuser wurde mit der Methode der Dendrochronologie erschlossen und im Altmühlzentrum dokumentiert.
Ein Flussfischaquarium zeigt typische Bewohner der Altmühl. Der Fluss galt zeitweise als der fischreichste Fluss in ganz Deutschland; Fischerei war ein verbreiteter Beruf an der Altmühl. Weitere typische Berufe der Gegend hatten mit dem Steinabbau und den Hüttenwerken der Umgebung zu tun. Das Obereichstätter Hüttenwerk war ab 1411 in Betrieb und wurde erst 1932 geschlossen. Ofenplatten und ein metallener Hirschkopf aus dem Rokokoschloss Hirschberg zeugen im Altmühlzentrum von der Arbeit mit Metallen. Die Baustoffe der Jurahäuser sowie verlorene Baudenkmäler werden ebenfalls gewürdigt.
Dem Dichter Wolfram von Eschenbach und seiner Kritik an den faschingstollen Dollnsteiner Krämerfrauen ist eine weitere Abteilung des Altmühlzentrums gewidmet. In einem gläsernen Bau am Altmühlufer, nahe einem dort ebenfalls präsentierten Teil der Urdonausohle, sind Nachbauten von Kriegsmaschinen Konrad Kyesers in verkleinertem Maßstab zu sehen.